# Ferrocarril en Uzbekistán
En marzo de 2017, la longitud total de la red ferroviaria principal de Uzbekistán es de 4.669 km (2.446 km de los cuales están electrificados). Un gran porcentaje de las vías del sistema requiere reparaciones importantes. La línea principal es la parte del ferrocarril transcaspiano que conecta Taskent con el Amu Darya. Hay enlaces ferroviarios con Kazajistán, Kirguistán (véase Ferrocarril Transcaspiano), Tayikistán, Afganistán y Turkmenistán. El tráfico suburbano sólo existe en los alrededores de Taskent.

## Tren de alta velocidad
La línea ferroviaria de alta velocidad Taskent-Samarkand, una línea acondicionada para la alta velocidad, comenzó a funcionar en septiembre de 2011.

## Enlaces internacionales
Uzbekistán tiene enlaces con Moscú, Ufa, Cheliábinsk, Novosibirsk, Sarátov, Penza y San Petersburgo (vía Kazajistán) y Járkov (vía Kazajistán y Rusia, se suspendió desde que comenzó la guerra en Donbás en 2014). Desde Almaty se proporcionan trenes de conexión a Urumchi en China. También los trenes tayikos de Dushanbe-Moscú (n.º: 319), Moscú-Dushanbe (n.º: 320), Khujand-Saratov (n.º: 335), Khujand-Atyrau (n.º: 335), Saratov-Khujand (n.º: 336), Khujand-Moscú (n.º: 359), Moscú-Khujand (n.º: 360), Kanibadam-Bokhtar (n.º: 389), Bokhtar-Kanibadam (n.º: 389) y Atyrau-Khujand (n.º: 692) pasa de Uzbekistán.
Con un solo cambio de tren en Moscú, los pasajeros pueden viajar por tierra desde Europa Central y Occidental (Berlín, Colonia, Viena, Praga, Budapest, Helsinki, etc.) hasta Taskent y viceversa.
La línea Karshi-Termez, que se extiende a través de la frontera con Afganistán, está siendo electrificada.
En marzo de 2018, los Ferrocarriles de Uzbekistán iniciaron un nuevo servicio, que conecta Taskent con Balykchy.

## Líneas de metro
El metro de Taskent era la única línea de este tipo en Asia Central, hasta la apertura del metro de Almaty. Los últimos proyectos de desarrollo se detallan en la página web de los Ferrocarriles de Uzbekistán.

## Estadísticas
La red ferroviaria de 4.669 km transporta alrededor del 40% del volumen total de mercancías del país, y cerca del 4% del volumen total de pasajeros por tierra. Unos 2 350 km de la red están actualmente electrificados, a partir de 2019.

## Mapas

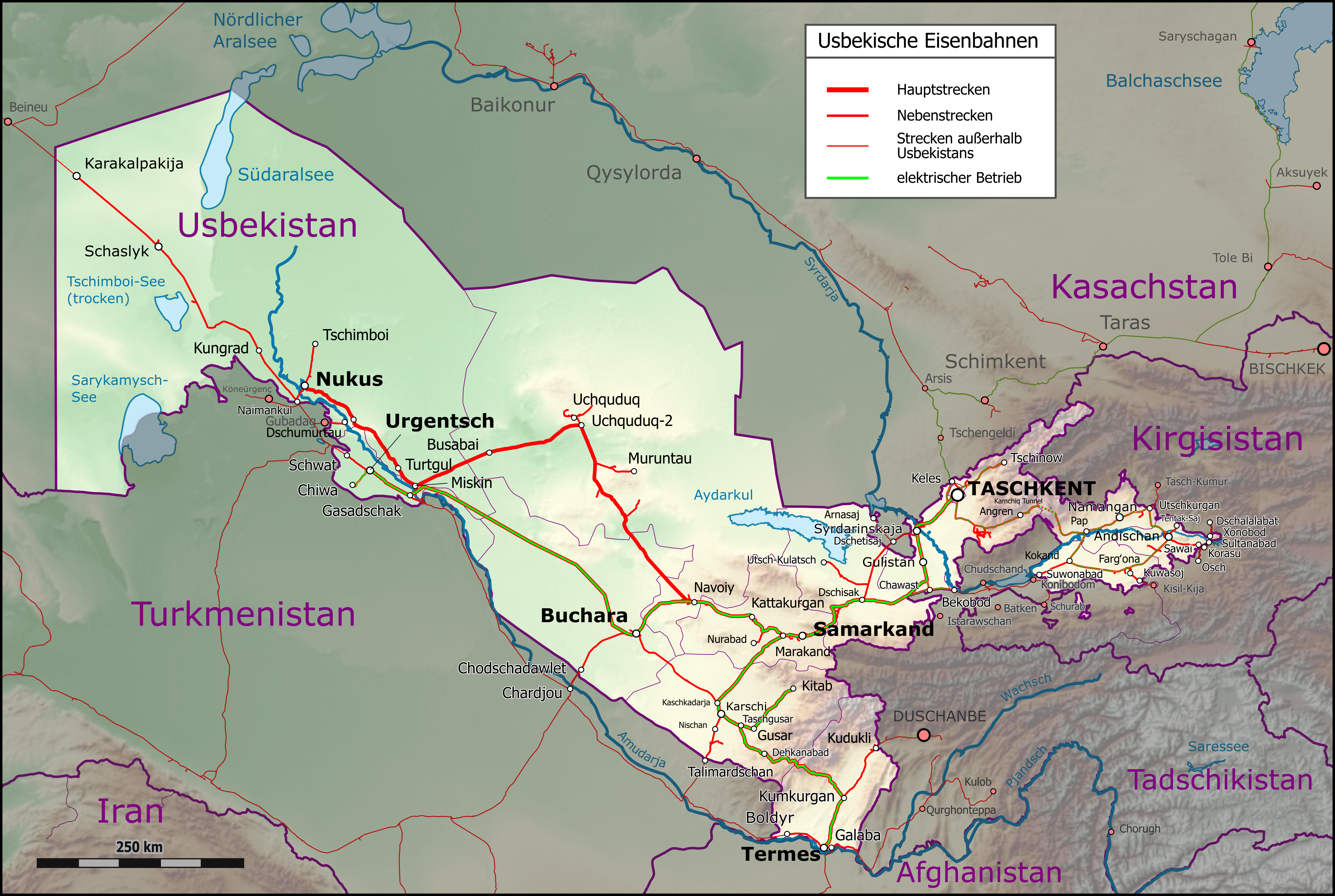
Mapa de la red ferroviaria de Uzbekistán (leyenda en alemán).

- Mapa de la ONU de Uzbekistán